# Grand Daruma

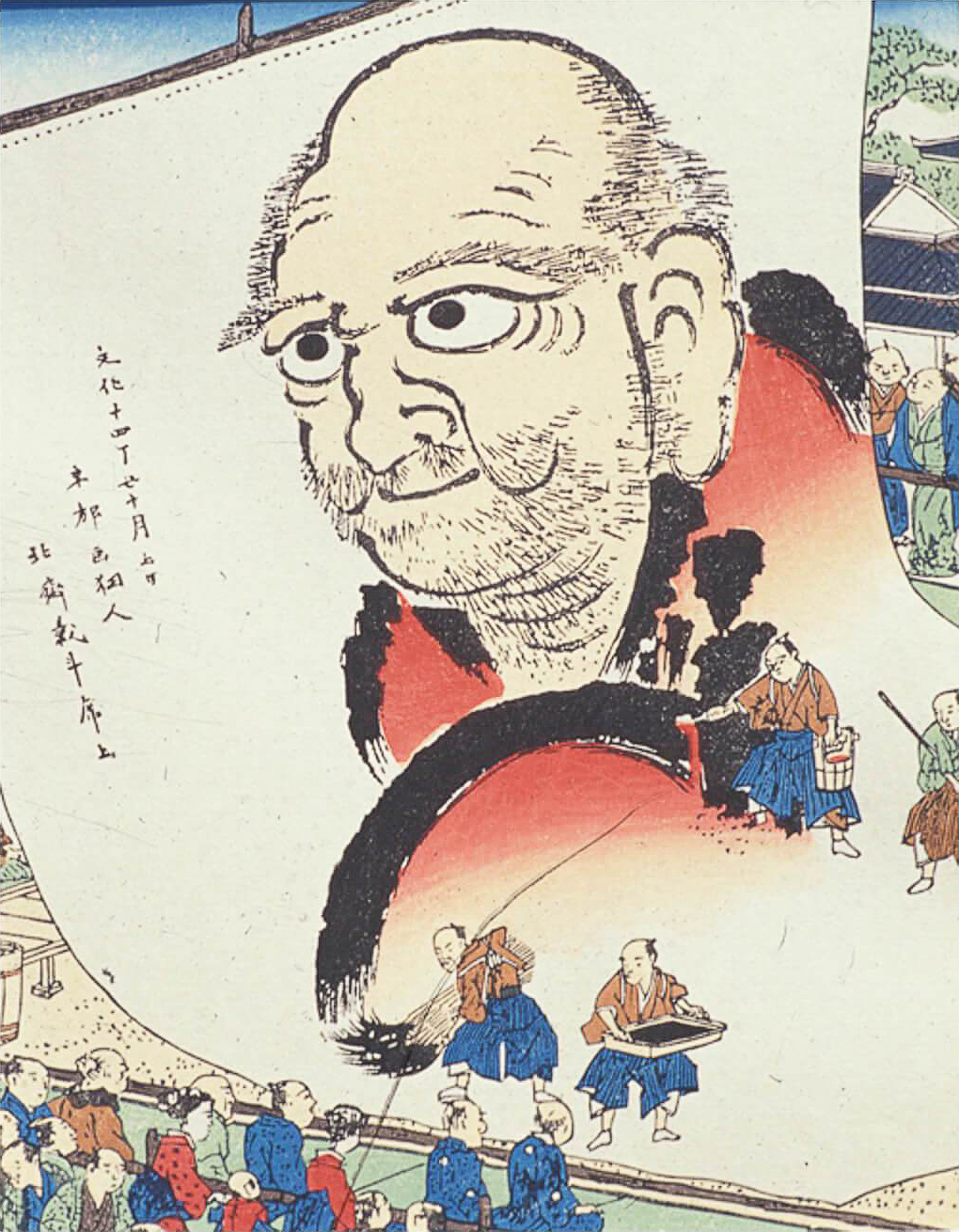
Estampe contemporaine représentant Hokusai peignant le Grand Daruma en 1817

Le Grand Daruma était un portrait monumental réalisé par l'artiste japonais Hokusai le 5 octobre 1817. Également connu sous le nom de Grand Bodhidarma, l'œuvre est une représentation de Bodhidharma, connu au Japon sous le nom de Daruma, moine bouddhiste vénéré depuis le Ve ou VIe siècle. L'œuvre originale a été détruite par le bombardement de Nagoya par les États-Unis en mai 1945.

## Origine du projet
Le Grand Daruma n’était pas le premier portrait monumental élaboré Hokusai : en 1804, lors d'un festival au temple Gokoku-ji à Edo (aujourd'hui Tokyo), il a dessiné un portrait de Daruma, dont on dit qu'il aurait mesuré 180 m de long, en utilisant un balai et des seaux remplis d'encre.

## Conception
Hokusai a réalisé le Grand Daruma dans une cour à côté du temple bouddhiste Hongan-ji Nagoya Betsuin à Nagoya. Le portrait représentait la tête du moine et son buste enveloppé dans sa robe de moine. Il a été dessiné sur une grande étendue de papier de 18 m sur 11 m, représentant à peu près 120 tatamis de taille standard (178 cm sur 89 cm). Les yeux mesuraient 180 cm de large, le nez 270 cm de long et la bouche 210 cm de diamètre.
L'événement a été annoncé à l'avance pour attirer une large foule et Hokusai et ses élèves portaient des tenues spéciales pour l'occasion. Ils passèrent la matinée à préparer les cuves d’encre et à déposer un papier très épais sur un lit de paille. Hokusai a travaillé pendant des heures jusqu'à ce que l'image soit finalement hissée dans les airs comme un gigantesque parchemin suspendu, à l'instar des thangkas du bouddhisme tibétain (à l'exception que ceux-ci sont habituellement fabriqués en soie).

## Réception de l’œuvre
À la suite de cet exploit spectaculaire, Hokusai est devenu connu à Nagoya sous le nom de « Daruma-sen », Maître Daruma. Ce triomphe lui a attiré une grande popularité lui permettant de vendre davantage d'estampes au public, y compris de son Grand Daruma. Il publie ensuite un nouveau volume de ses croquis Manga en 1817. L'événement a été raconté dans une chanson populaire et célébré dans un surimono. Ce tour de force a été également décrit dans les Illustrations détaillées des croquis à grande échelle d'Hokusai de Kōriki Enkōan la même année. Un récit illustré ultérieur apparaît dans la biographie de Katsushika Hokusai de Iijima Hanjūrō en 1893.
En 2017, à l'occasion du bicentenaire de l'événement, le portrait a été recréé par une coopération de l'Université des Arts d'Aichi et du Musée de Nagoya.

## Destruction
L'œuvre originale est restée à Nagoya jusqu'en mai 1945, date à laquelle elle a été détruite avec le bâtiment en bois du temple lors du bombardement de Nagoya par les États-Unis pendant la Seconde Guerre mondiale. Des prospectus promotionnels contemporains ont cependant survécu, certains étant d'ailleurs conservés au musée de la ville de Nagoya.

## Galerie

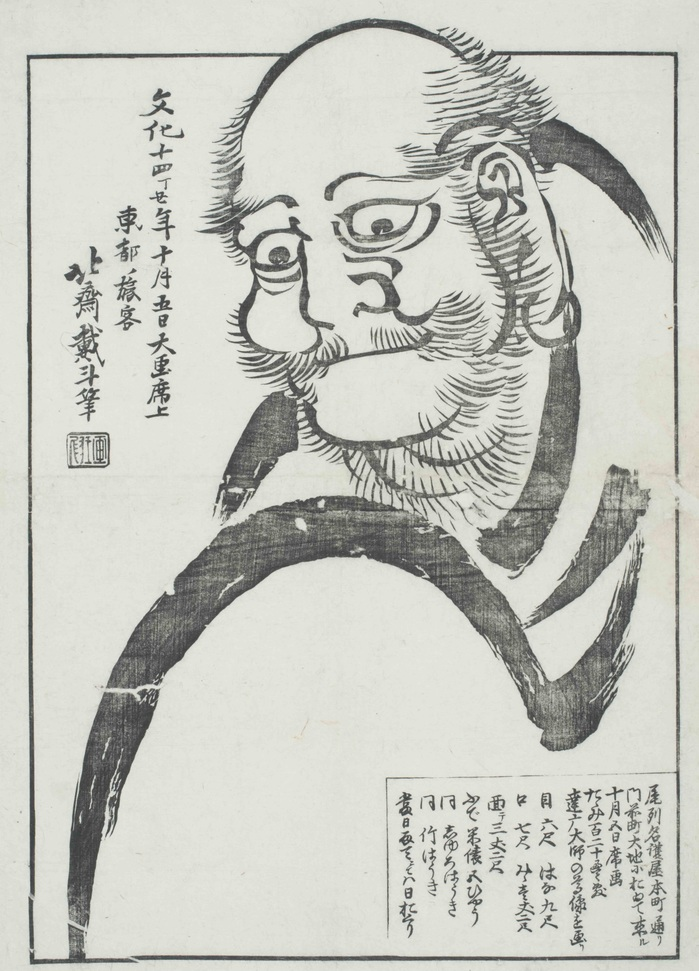
"Prospectus pour le croquis monumental de Hokusai" (北斎大画即書引札), 1817
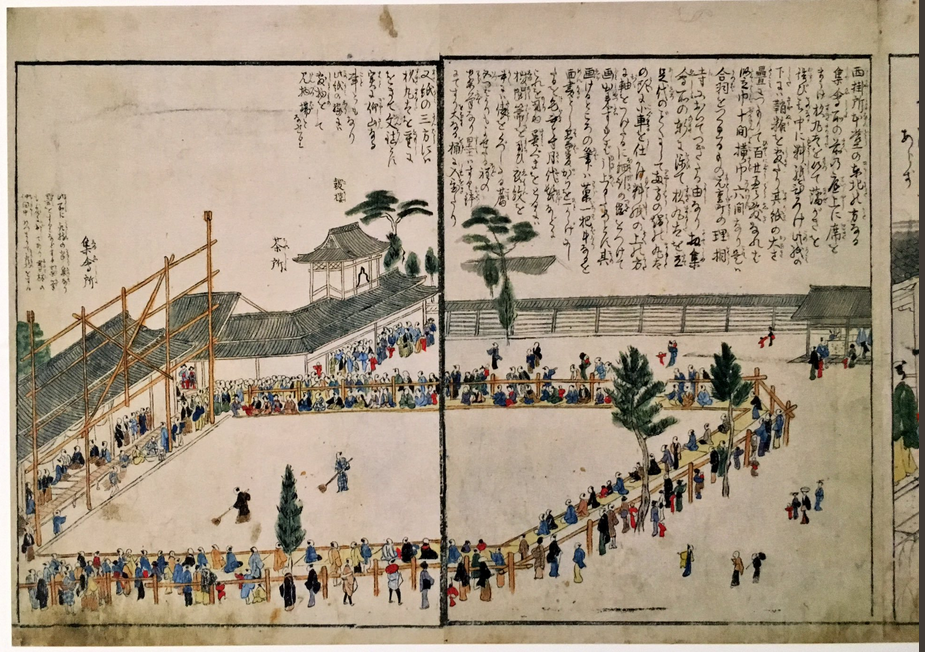
Tiré des illustrations détaillées de Kōriki Enkōan des croquis à grande échelle de Hokusai (北斎大画即書細図), 1817
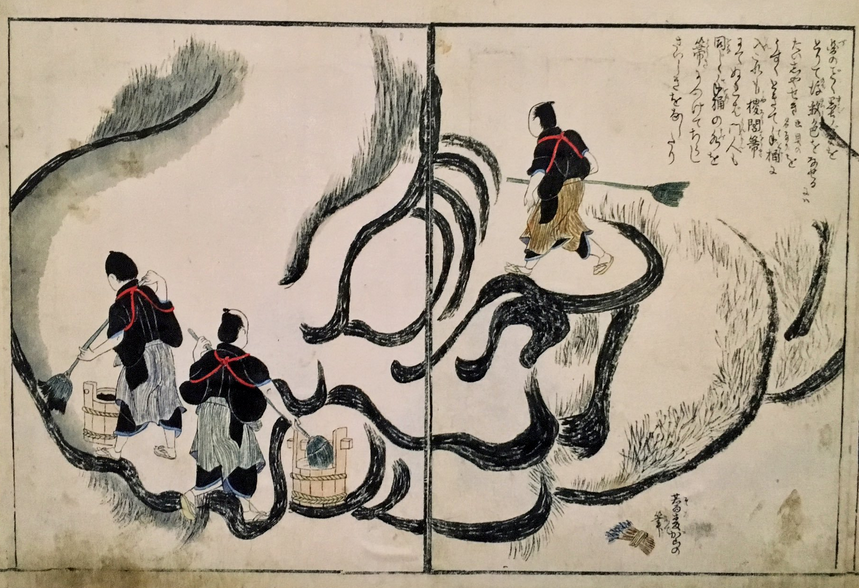
D'après les illustrations détaillées des croquis à grande échelle de Hokusai par Kōriki Enkōan, 1817
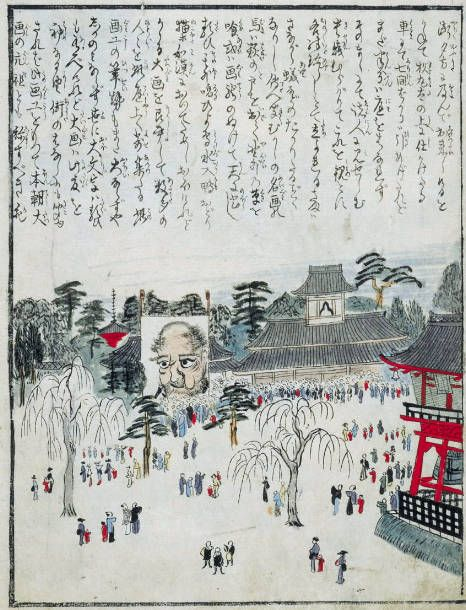
Élévation de l'image d'après les illustrations détaillées des croquis à grande échelle de Hokusai de Kōriki Enkōan, 1817